# Don Clary
Donald Gene „Don” Clary (ur. 29 lipca 1957 w Anchorage) – amerykański lekkoatleta specjalizujący się w biegach długodystansowych, uczestnik letnich igrzysk olimpijskich w Los Angeles (1984). 

## Sukcesy sportowe
- dwukrotny brązowy medalista mistrzostw Stanów Zjednoczonych w biegu na 5000 metrów – 1981, 1986[1]

| Rok  | Miasto  | Zawody                                    | Konkurencja    | Wynik         |
| ---- | ------- | ----------------------------------------- | -------------- | ------------- |
| 1980 | Paryż   | Mistrzostwa świata w biegach przełajowych | drużynowo      | srebrny medal |
| 1983 | Caracas | Igrzyska panamerykańskie                  | bieg na 5000 m | 5. miejsce    |
| 1985 | Paryż   | Światowe igrzyska halowe                  | bieg na 3000 m | srebrny medal |

## Rekordy życiowe
- bieg na 3000 metrów – 7:46,42 – Oslo 26/06/1982
- bieg na 3000 metrów (hala) – 7:57,78 – Paryż 19/01/1985
- bieg na 5000 metrów – 13:27,41 – Eugene 07/06/1986
- bieg na 5000 metrów (hala) – 13:42,28 – Nowy Jork 25/01/1985
- bieg na 10 000 metrów – 28:07,01 – Eugene 07/04/1984
- bieg na 3000 metrów z przeszkodami – 8:26,83 – Eugene 21/04/1979